# Asgard
Asgard (duń. i szw. Asgård, bokmål Åsgard, nynorsk Asgaard, staronord. Asgarðr, staroang. Ōsgeard; as – „bóg”, garth – „dwór, gród”, „ogromna przestrzeń”) – w mitologii nordyckiej jedna z Dziewięciu Krain zamieszkana przez dwa szczepy bogów: Asów i (po zawarciu z nimi pokoju) Wanów. Nazwa pojawia się w Eddzie poetyckiej i pieśniach islandzkiego skalda Þorbjörna dísarskálda. Skald ten stwierdza, że Thor z wielką mocą bronił Asgardu.
Do Asgardu prowadzi tylko jedna droga – Tęczowy Most Bifrost. Schodząc z Tęczowego Mostu, wchodzi się na zieloną równinę Idawall, natomiast najbardziej wysunięte na południe jest Gimle. Siedziba bogów podtrzymywana jest przez czterech krasnoludów: Austriego, Westiego, Nordiego i Sudriego. Inna teoria mówi, że Asgard był rajem wojowników i miejscem, gdzie przebywali bogowie. Prowadziły do niego setki drzwi. Belkami były włócznie, a dachówkami tarcze. Wojownicy opuszczali pałac zmarłych tylko po to, by ćwiczyć się w sztuce wojennej.
Asgard został wybudowany na wschód od Wanaheimu. Mury obronne wybudował pewien Olbrzym, który w zamian chciał pojąć za żonę Freję, zażądał również Słońca i Księżyca. Jednak dzięki sile Thora syna Odyna i sprycie Lokiego Freja nie została żoną owego Olbrzyma.
Mimo iż Wanaheim jest starszy, większość bogów ma swoje siedziby w Asgardzie – z wyjątkiem Njörðra, Frei, Hel oraz Agir i Ran. Trzy najwspanialsze pałace należą do Odyna: Walaskjalf, Gladsheim oraz Walhalla. Żona Odyna, Frigg, obrała za swój pałac Fensalir, gdzie tka chmury. Mianem największego pałacu szczyci się siedziba Thora Bilskirnir, która znajduje się w rejonie Thrudheim. Pałac Baldura zwie się Breidablik, natomiast siedziba Ullra to Ydalir. Himinbjörg strzeże Heimdall, a wszystkie sądy rozstrzyga Forseti w Glitnir. A w krainie Folkvang w pałacu Sessrumnir zasiada Freja.